# 박상규 (1976년)
박상규(1976년 ~ )는 대한민국의 기자이다. 탐사보도 매체 진실탐사그룹 셜록 기자이자 대표이사다.
경기도 화성에서 태어났다.
2004년 오마이뉴스에 공채 2기로 입사했다.
2014년 12월 오마이뉴스 퇴사 후 백수기자로 '재심 3부작 - 익산 택시기사 살인사건, 삼례 나라슈퍼 3인조 강도치사사건, 무기수 김신혜 사건'을 보도하며 무죄와 재심을 이끌어내는 데 힘을 보탰다.
2017년 1월 진실탐사그룹 셜록을 만들었다. 양진호 위디스크 회장의 갑질 영상을 최초 보도, 동물권단체 케어 박소연 대표의 비밀 안락사 폭로, 양승태 사법부 재판거래 피해자 보도 등을 이끌었다.
셜록 설립 이후 국무총리상, 미디어공공성포럼 언론상, 이달의 기자상 등을 수상했다.
르포 《지연된 정의》, 청소년소설 《똥만이》, 에세이 《이게 다 엄마 때문이다》를 펴냈다. 《지연된 정의》를 원작으로 드라마 《날아라 개천용》이 제작되었다.